# Belén, Guerrero
Belén är en ort i Mexiko.   Den ligger i kommunen Atlixtac och delstaten Guerrero, i den sydöstra delen av landet, 230 km söder om huvudstaden Mexico City. Belén ligger 1 435 meter över havet och antalet invånare är 194.
Terrängen runt Belén är bergig norrut, men söderut är den kuperad. Runt Belén är det ganska glesbefolkat, med 42 invånare per kvadratkilometer. Närmaste större samhälle är Acatepec, 4,6 km öster om Belén. I omgivningarna runt Belén växer huvudsakligen savannskog.